# Változékony lemezestapló
A változékony lemezestapló (Gloeophyllum trabeum) a Gloeophyllaceae családba tartozó, Eurázsiában, Észak-Amerikában, Ausztráliában és Új-Zélandon honos, lombos és tűlevelű fák elhalt törzsén élő, nem ehető gombafaj. 

## Megjelenése
A változékony lemezestapló termőteste konzolos, 3-8 (12) cm széles, 1-5 cm-re nyúlik ki és a tövénél 0,2-1 cm vastag. Félkör alakú, rozettát is képezhet, a fa repedéseinél megnyúlt, keskeny. Felső felszíne lapos vagy kissé domború, fiatalon finoman bársonyos vagy nemezes, később sima, kissé egyenetlen. Színe fiatalon szépiabarna, fahájbarna vagy borostyánbarna, idősen szürkés vagy szürkésbarnás. Széle egyenes, kissé hullámos, a növekedési zónája világosabb. 
Alsó spóratermő felülete vegyesen lemezes és megnyúlt pórusos, labirintusszerű, max 4 mm mély. Színe okkerszínű, idősen sárgásbarna vagy szürkésbarna; sérülésre sötétedik. 
Húsa alul sűrűbb, feljebb lazább; a két réteg között nincs egyértelmű határ. Színe okkerbarna vagy szépiabarna. Szaga és íze nem jellegzetes. Kálium-hidroxiddal fekete színreakciót ad.
Spórapora sárgás. Spórája hengeres, sima, vékonyfalú, inamiloid, mérete 6,5-10 x 3-4,5 µm.

### Hasonló fajok
A cifra lemezestapló, a fenyő-lemezestapló, a rózsaszínes egyrétűtapló, a feketés lemezestapló, a labirintustapló hasonlíthat hozzá. 

## Elterjedése és termőhelye
Eurázsiában, Észak-Amerikában, Ausztráliában és Új-Zélandon honos. 
Lombos fák (főleg bükk, de más fajok is) és fenyők elhalt vastagabb ágain, törzsén található meg, azok anyagában barnakorhadást idéz elő. Előfordulhat a feldolgozott faanyagon is és anyagi károkat okozhat. A termőtest évelő, egész évben látható.  

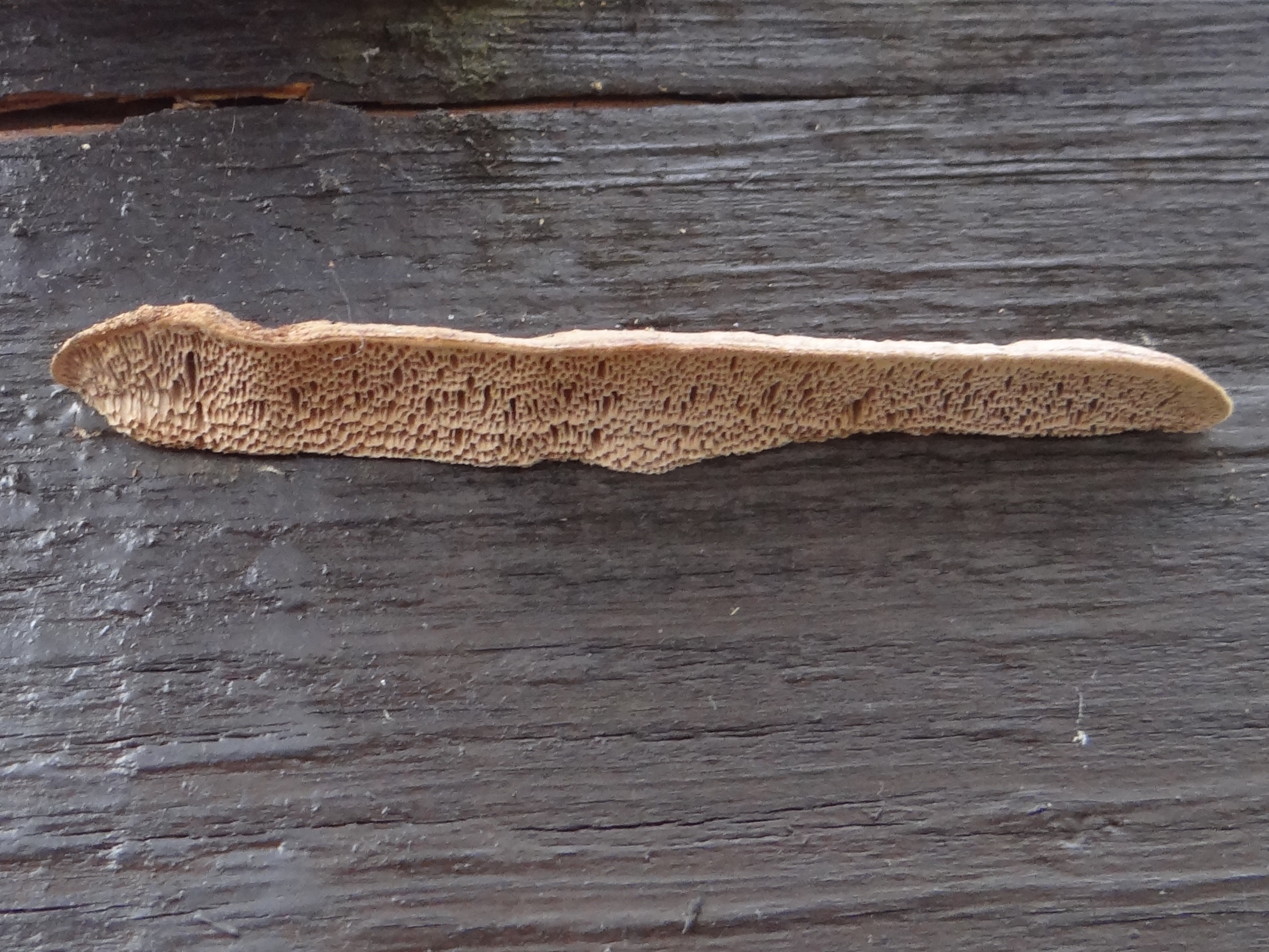
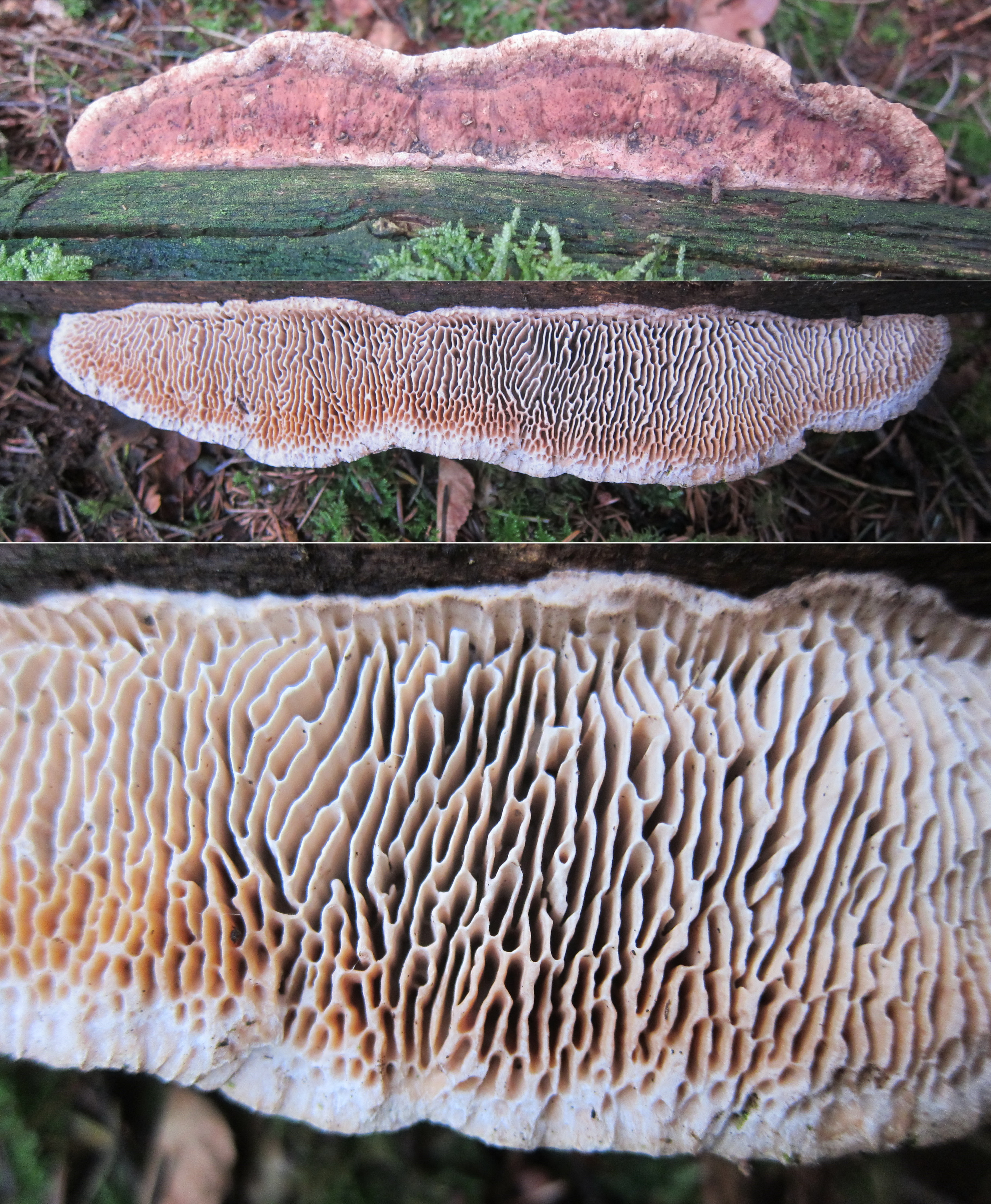
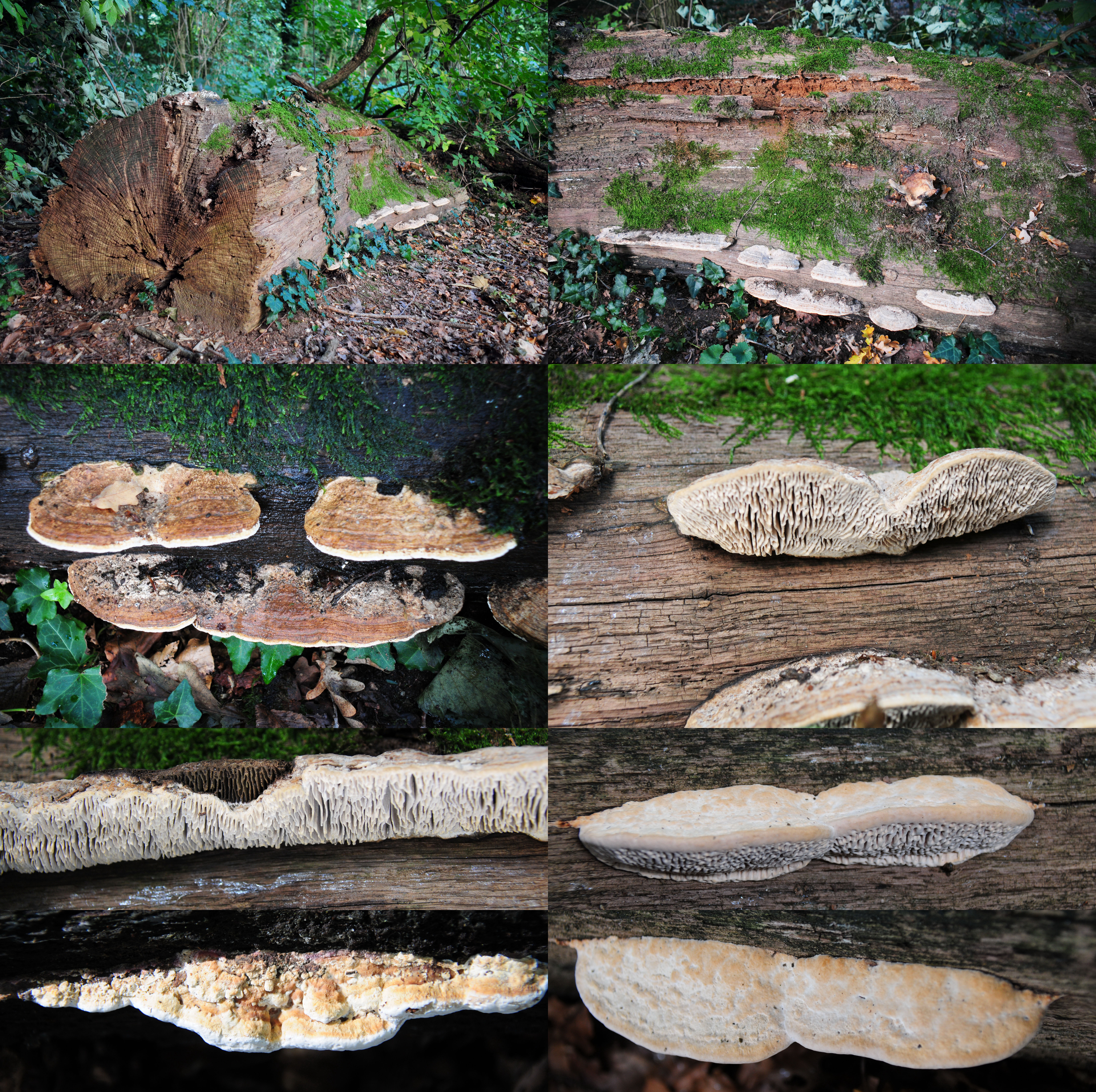
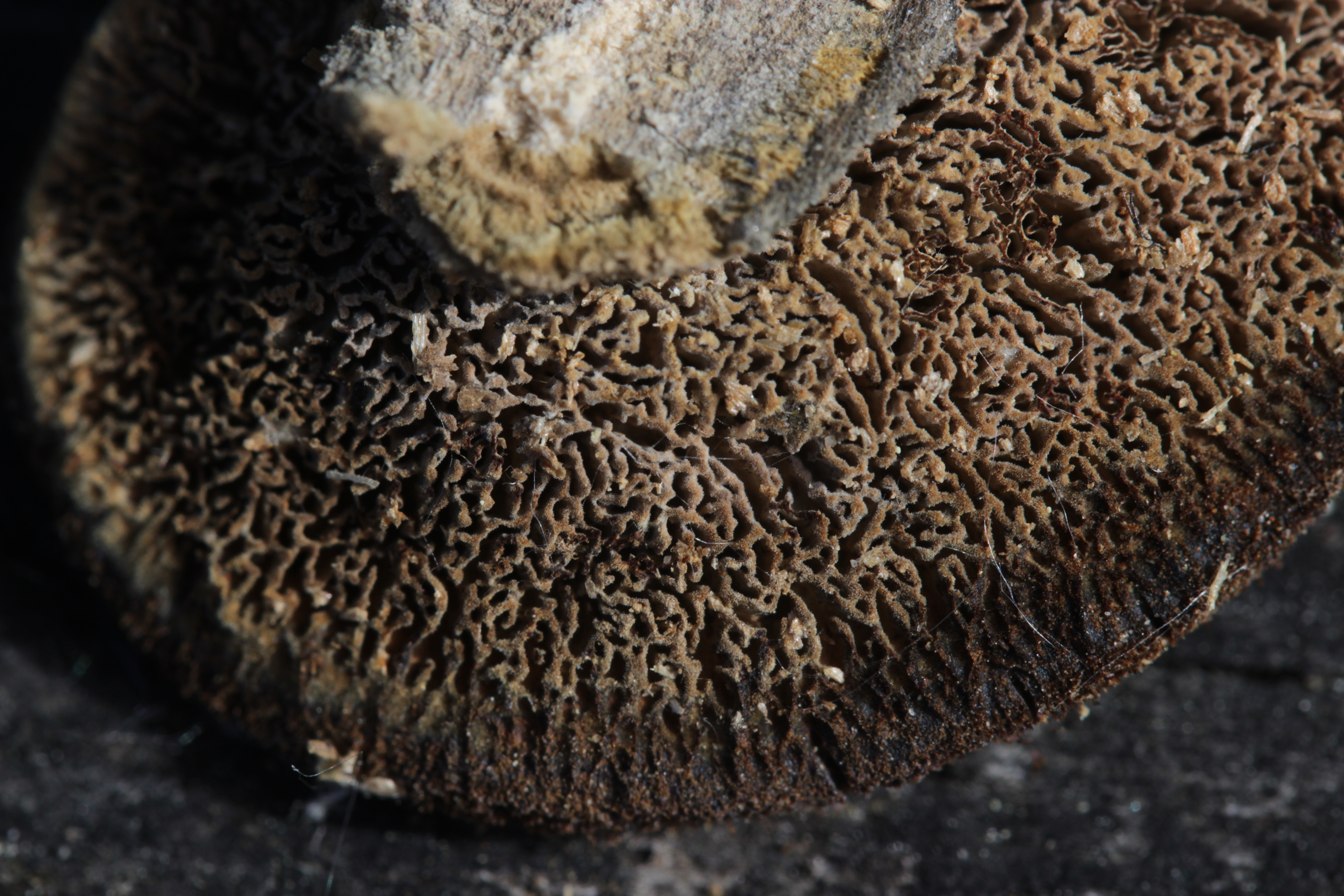

Nem ehető. 